# Бейт-мідраш

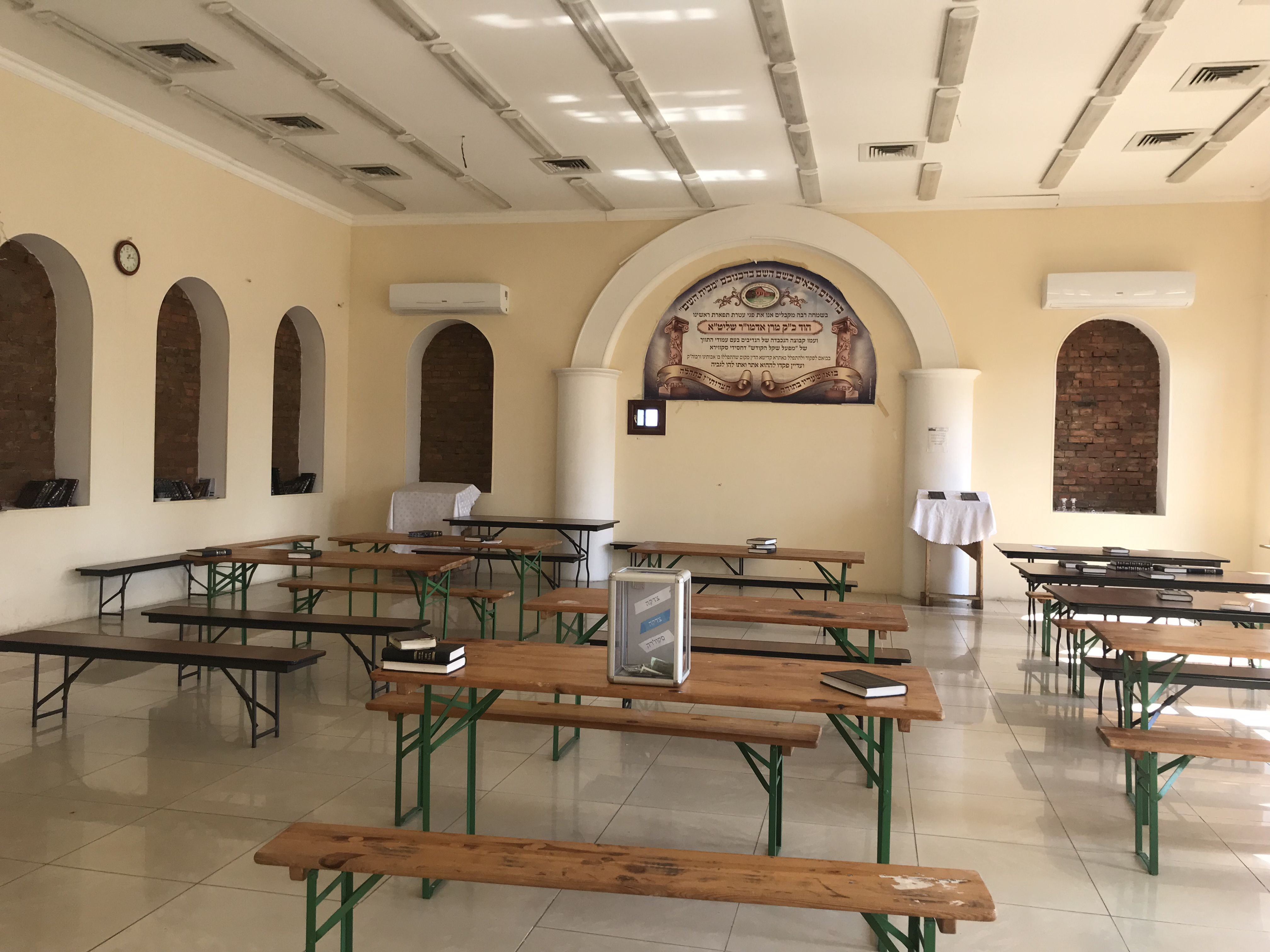
Бейт-мідраш (Синагога, Сквира, Україна)

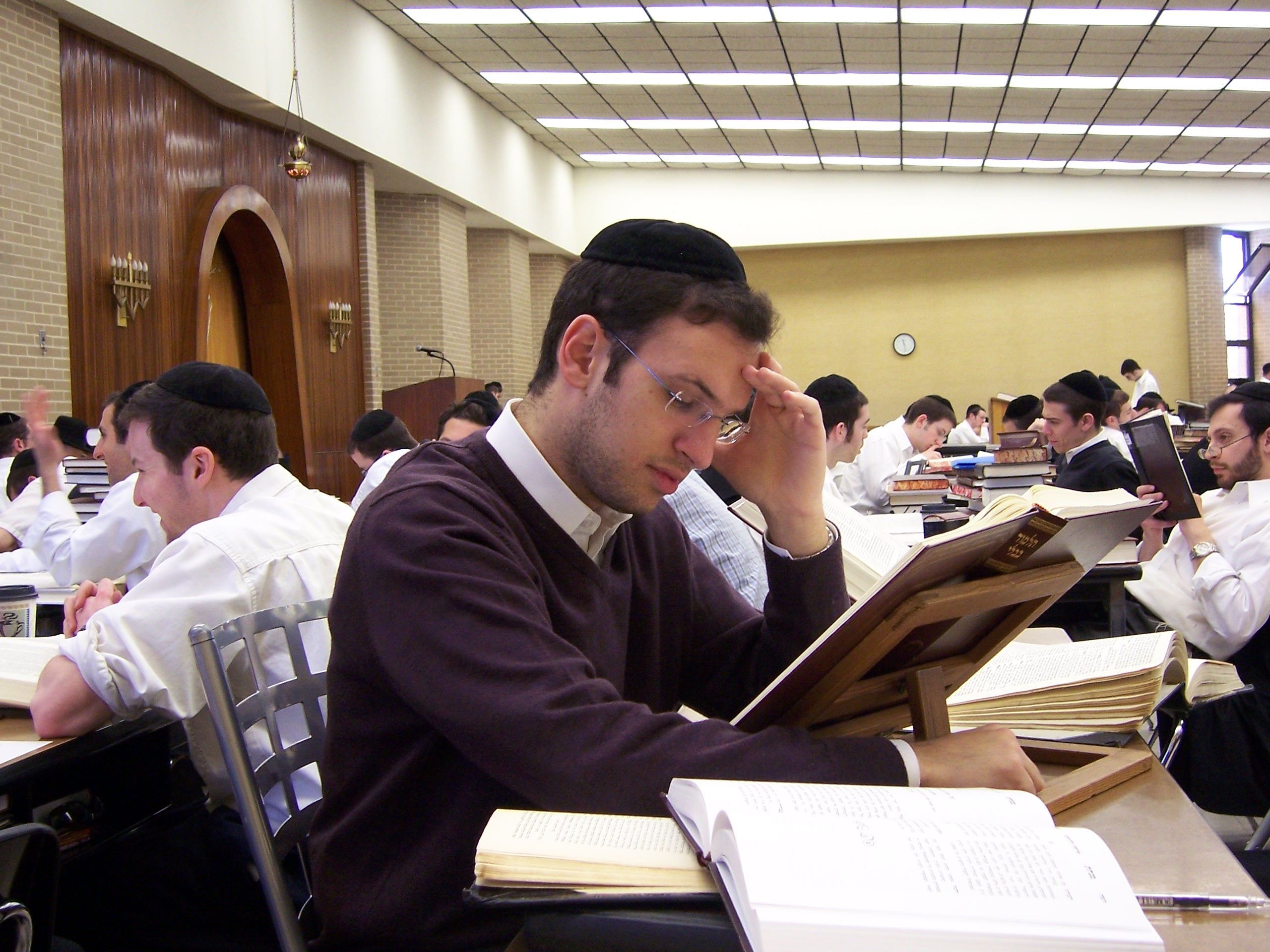
Типовий бейт-мідраш (єшива Нер Їсроель, Балтімор, США)

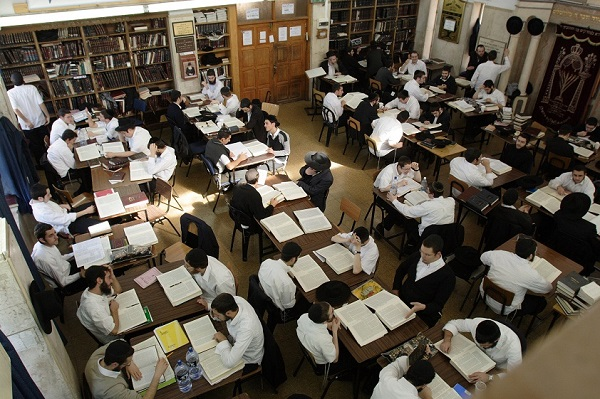
Зала навчення (Єшива Торас Емес, Єрусалим, Ізраїль)

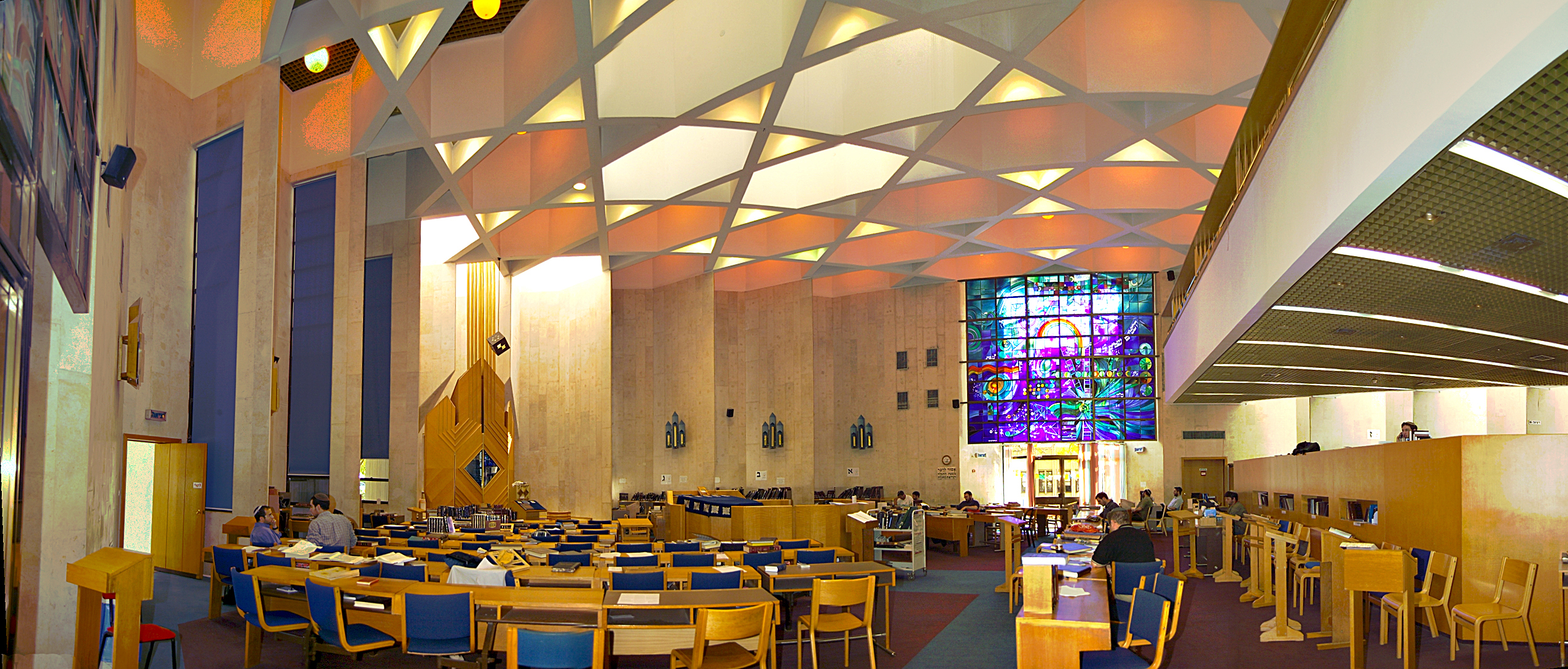
Бейт-мідраш (ГаМахон ГаҐавоа ЛеТора, Університет Бар-Ілан, Рамат-Ган, Ізраїль)

Бейт-мідраш (івр. בית מדרש; «дім учення», «дім навчання», «зала для навчання», також бейс-мейдраш, бейт мідраш, бет мідраш, мн. батей мідраш) — приміщення, присвячене вивченню Тори, а також Мішни, Талмуду. Бейт-мідраш є відмінною структурою від синагоги (івр. בית כנסת, «бейт кнесет»), хоча вони часто використовують те саме приміщення. На їдиші «бейт-мідраш» може називатися «Zal» («велика кімната»). «Бейт-мідраш» може використовуватися також на позначення «єшива ґедола», освітньої інституції ортодоксального юдаїзму для хлопців старшого підліткового та раннього юнацького віку.
Арабський термін «медресе» походить від того ж семітського кореня і його можна використати для будь-якого типу навчального закладу. Корінь «ДРШ» (івр. דרש) означає «шукати [знання]», а потім виводиться значення «викладати, тлумачити».

## Історія
У ранній рабинській літературі, включаючи Мішну, бейт-мідраш згадується як установа, відмінна від бейт-діну (рабинський суд) та Синедріону. Малося на увазі саме місце вивчення та тлумачення Тори, а також розробки «галаха» (практики застосування єврейського закону).
Походження концепції «бейт-мідраш» можна простежити до раннього раввинського періоду, після облоги Єрусалиму (70 р. н. е.), під час якого відбулося руйнування Другого Храму. Найдавнішу відому рабинську школу заснував рабин Йоханан бен Заккай у Явне. Незабаром виникли інші офіційні школи під керівництвом інших рабинів. У пізньому періоді Другого Храму існували дві школи рабинів, дім Гілеля та дім Шаммая.
Основна відмінність між «бейт-мідраш» і «бейт-кнесет» (синагога) у тому, що у бейт-кнесет можна тільки молитися, і навіть вивчення Тори порушило б його святість, тоді як у бейт-мідраш і вивчення Тори, і молитви допускаються. З цієї причини синагоги можуть визначати своє приміщення як «бейт-мідраш», щоб можна було і молитися, і вивчати Тору.

## Структура
Зазвичай у приміщенні є лавки або стільці для сидіння, а також столи, на які ставлять книги. У литовських єшивах бейт-мідраш матиме «штендери» (стоячі столи, що нагадують кафедри; слово на їдиш походить від нім. Ständer).
Типовий бейт-мідраш містить кілька сотень книг, включаючи принаймні кілька примірників цілогоТалмуду, Тори, сіддурім (молитовників), Шульхан Арух, Мішне Тора, Арба'а Турім та інших часто використовуваних робіт.
Після періоду античності батей-мідраш зазвичай є основними навчальними залами єшив або незалежних колелей («койлель» на їдиші), обидвох закладів із вивчення Тори. Іноді «єшивот» (школи для дітей) називаються «батей-мідраш». Бейт-мідраш може бути розміщений у синагозі чи у прибудові.

## Виноски
1. ↑  Havruta: Learning in Pairs. myjewishlearning.com. Архів оригіналу за 5 серпня 2021. Процитовано 5 серпня 2021.
2. ↑  Єврейські адреси України. Путівник / Упор. Маргарита Єгорченко, за участі Ірини Берлянд та Ігоря Винокурова. 2020. с. 634. ISBN 978-966-378-819-7.
3. ↑  Berezovsky, HaRav Sholom Noach (2001). Nesivos Sholom. с. 211. ISBN 1-58330-495-9. Архів оригіналу за 17 січня 2022. Процитовано 6 січня 2022.
4. ↑  Lev. 10:16. Архів оригіналу за 6 січня 2022. Процитовано 2 червня 2022.